# Konvergens (geologi)

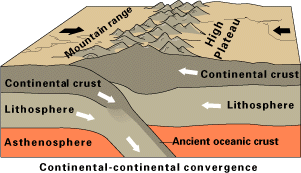

Konvergens är inom geologi när två kontinenter av kontinentaldriften pressas samman och är av samma tyngd pressas jordskorpan och sedimentet samman och bildar veck i jordytan. Bergskedjorna Himalaya och Alperna är två exempel på konvergens som ännu är aktiv.